# Canton de Saint-Pierre-Église
Pour les articles homonymes, voir Canton de Saint-Pierre (homonymie).
Le canton de Saint-Pierre-Église est une ancienne division administrative française, située dans le département de la Manche et la région Basse-Normandie.

## Représentation

### Conseillers généraux de 1833 à 2015
| Période | Période          | Identité                            | Étiquette             | Qualité |
| ------- | ---------------- | ----------------------------------- | --------------------- | --- |
| 1833    | 1848             | Clément Cabard du Longpré           |                       | Maire de Saint-Pierre-Église (1832-1843), puis juge de paix                                                                                |
| 1848    | 1869 (décès)     | François-Édouard Sellier            | Opposition dynastique | Filateur à Gonneville, député (1844-1846)                                                                                                  |
| 1869    | 1909 (démission) | René Clérel, vicomte de Tocqueville | Conservateur          | Châtelain, militaire, maire de Tourlaville, député (1876-1877)                                                                             |
| 1909    | 1910             | Casimir Noël                        | RG                    | Cultivateur, maire de Réthoville |
| 1910    | 1919             | Léon Debroize                       | Républicain           | Vétérinaire, maire de Tocqueville |
| 1919    | 1940             | Xavier Delisle                      | URD                   | Maire de Clitourps |
|         |                  |                                     |                       | |
| 1945    | 1949             | Maurice Tollemer (1914-1981)        | DVG                   | Avocat, bâtonnier de l'Ordre des avocats, maire de Gonneville                                                                              |
| 1949    | 1961             | Étienne Laronche (1890-1967)        | Indépendant           | Propriétaire, maire de Saint-Pierre-Église, ancien conseiller d'arrondissement                                                             |
| 1961    | 1973             | Maurice Anthouard                   | DVD                   | Agriculteur, maire de Tocqueville |
| 1973    | 1998             | Jean Lejeune                        | SE puis UDF           | Avocat, maire de Néville-sur-Mer |
| 1998    | 2004             | Jean-Marie Lebouteiller (1946-2020) | DVD                   | Médecin, maire de Saint-Pierre-Église (1993-?), président de la communauté de communes (1994-1998)                                         |
| 2004    | 2015             | Christine Lebacheley                | DVD                   | Assistante de communication, maire de Saint-Pierre-Église, vice-présidente du conseil général, élue en 2015 dans le canton du Val-de-Saire |

### Conseillers d'arrondissement (de 1833 à 1940)
Le canton de Saint-Pierre avait deux conseillers d'arrondissement.
| Période                                  | Période      | Identité                                       | Étiquette | Qualité |
| ---------------------------------------- | ------------ | ---------------------------------------------- | --------- | --- |
| 1833                                     | 1842         | Jean Victor Hyacinthe Bourdet                  |           | Avocat, Saint-Pierre-Église                                                                                 |
| 1833                                     | 1842         | Louis Bon Pierre Delaporte-Desvaux (1771-1843) |           | Ancien avocat à Caen, juge de paix à Saint-Pierre-Église, propriétaire à Gatteville                         |
| 1842                                     | 1848         | Jean Rouxel                                    |           | Maire de Tocqueville                                                                                        |
|                                          |              |                                                |           | |
| av.1888                                  |              | Gustave Touzard                                |           | Maire de Gatteville, suppléant du juge de paix                                                              |
|                                          |              |                                                |           | |
| 1907                                     |              | M. Leneveu                                     | Rad.      | Suppléant du juge de paix                                                                                   |
|                                          |              |                                                |           | |
| 1919                                     | 1920 (décès) | Eugène Cabart-Prémarais                        |           | Maire de Saint-Pierre-Église                                                                                |
| 1919                                     | 1925         | Auguste Creuilly                               |           | Maire de Gonneville                                                                                         |
| 1920                                     | 1925         | Léon Marie                                     |           | Négociant, adjoint au maire, puis maire de Saint-Pierre-Église                                              |
| 1925                                     | 1931         | Jean Daboville-Després                         |           | Maire de Brillevast (1903-1927)                                                                             |
| 1925                                     | 1931         | Louis Féron                                    |           | Vice-président du syndicat d'élevage, maire de Valcanville                                                  |
| 1931                                     | 1940         | Étienne Laronche                               |           | Adjoint au maire de Saint-Pierre-Église                                                                     |
| 1931                                     | 1940         | Émile Michel                                   | URD       | Marchand grainetier à Saint-Pierre-Église                                                                   |
| 1940                                     |              |                                                |           | Les conseils d'arrondissement ont été suspendus par la loi du 12 octobre 1940 et n'ont jamais été réactivés |
| Les données manquantes sont à compléter. |              |                                                |           | |

Le canton participe à l'élection du député de la cinquième circonscription de la Manche jusqu'aux élections législatives de 2012, puis de celui de la quatrième après le redécoupage des circonscriptions.

## Composition

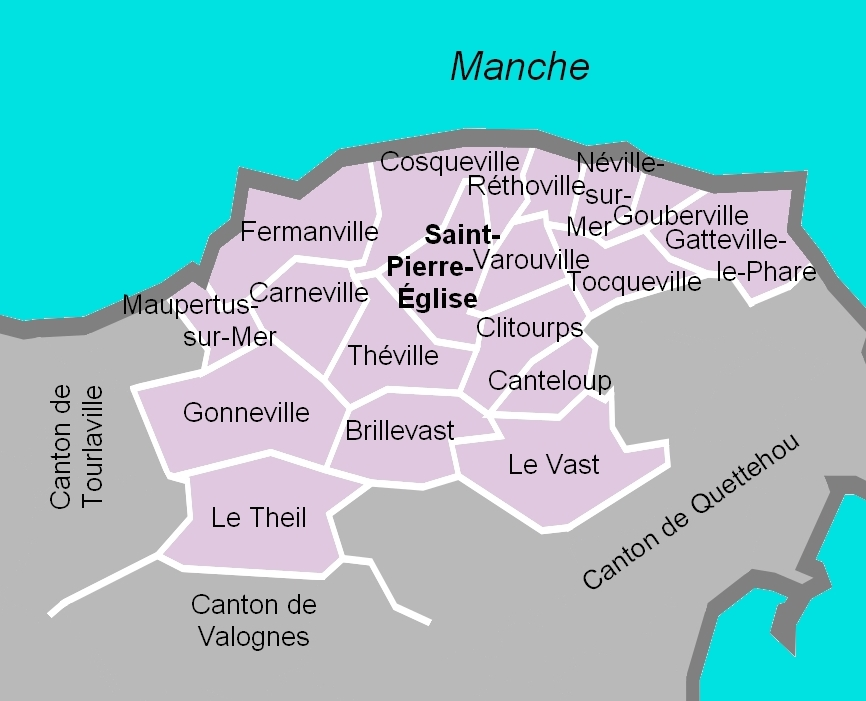
La carte des communes du canton. Les cantons limitrophes étaient ceux de Quettehou, de Valognes et de Tourlaville.

Le canton de Saint-Pierre-Église comptait 8 545 habitants en 2012 (population municipale) et groupait dix-huit communes :
- Brillevast ;
- Canteloup ;
- Carneville ;
- Clitourps ;
- Cosqueville ;
- Fermanville ;
- Gatteville-le-Phare ;
- Gonneville ;
- Gouberville ;
- Maupertus-sur-Mer ;
- Néville-sur-Mer ;
- Réthoville ;
- Saint-Pierre-Église ;
- Le Theil ;
- Théville ;
- Tocqueville ;
- Varouville ;
- Le Vast.

À la suite du redécoupage des cantons pour 2015, toutes les communes sont rattachées au canton du Val-de-Saire.

### Anciennes communes
Contrairement à beaucoup d'autres cantons, le canton de Saint-Pierre-Église n'incluait aucune commune définitivement supprimée depuis la création des communes sous la Révolution.
Le canton comprenait cependant deux communes associées :
- Angoville-en-Saire et Vrasville, associées à Cosqueville depuis le 1er avril 1973.

## Démographie
| 1962  | 1968  | 1975  | 1982  | 1990  | 1999  | 2006  | 2011  | 2012  |
| ----- | ----- | ----- | ----- | ----- | ----- | ----- | ----- | ----- |
| 7 062 | 6 614 | 6 237 | 7 132 | 8 028 | 8 290 | 8 495 | 8 557 | 8 545 |